# Lijst van vlaggen van Mongoolse deelgebieden
Hieronder staat een lijst van vlaggen van Mongoolse deelgebieden. Mongolië bestaat uit 21 provincies. De hoofdstad Ulaanbaatar, maakt geen deel uit van een provincie.

## Vlaggen van provincies

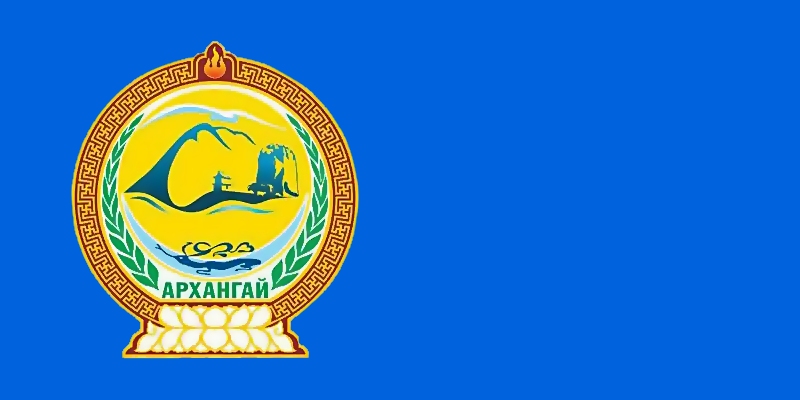
Arhangaj
Bajan-Ölgi
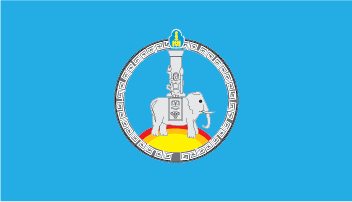
Bajanhongor
Bulgan
Darhan-Uul
Dornod
Dornogovĭ
Dundgovĭ
Govĭ-Altaj
Govĭsümber
Henti
Hovd
Hövsgöl
Ömnögovĭ
Orhon
Övörhangaj
Selenge
Sühbaatar
Töv
Uvs
Zavhan

## Vlaggen van gemeenten

Ulaanbaatar